# Krzywa prostowalna
Krzywa prostowalna, inaczej krzywa rektyfikowalna – krzywa, dla której da się określić długość. Oznacza to, że istnieje dla niej granica ciągu długości łamanych coraz bardziej ją przybliżających, nazywana długością krzywej. 
Szczególnymi przypadkami krzywej prostowalnej są łuk regularny i krzywa Jordana. Przykładem krzywej nieprostowalnej jest krzywa Peana.